# Otus everetti
Otus everetti là một loài chim trong họ Strigidae.